# آستون مارتین لاگوندا

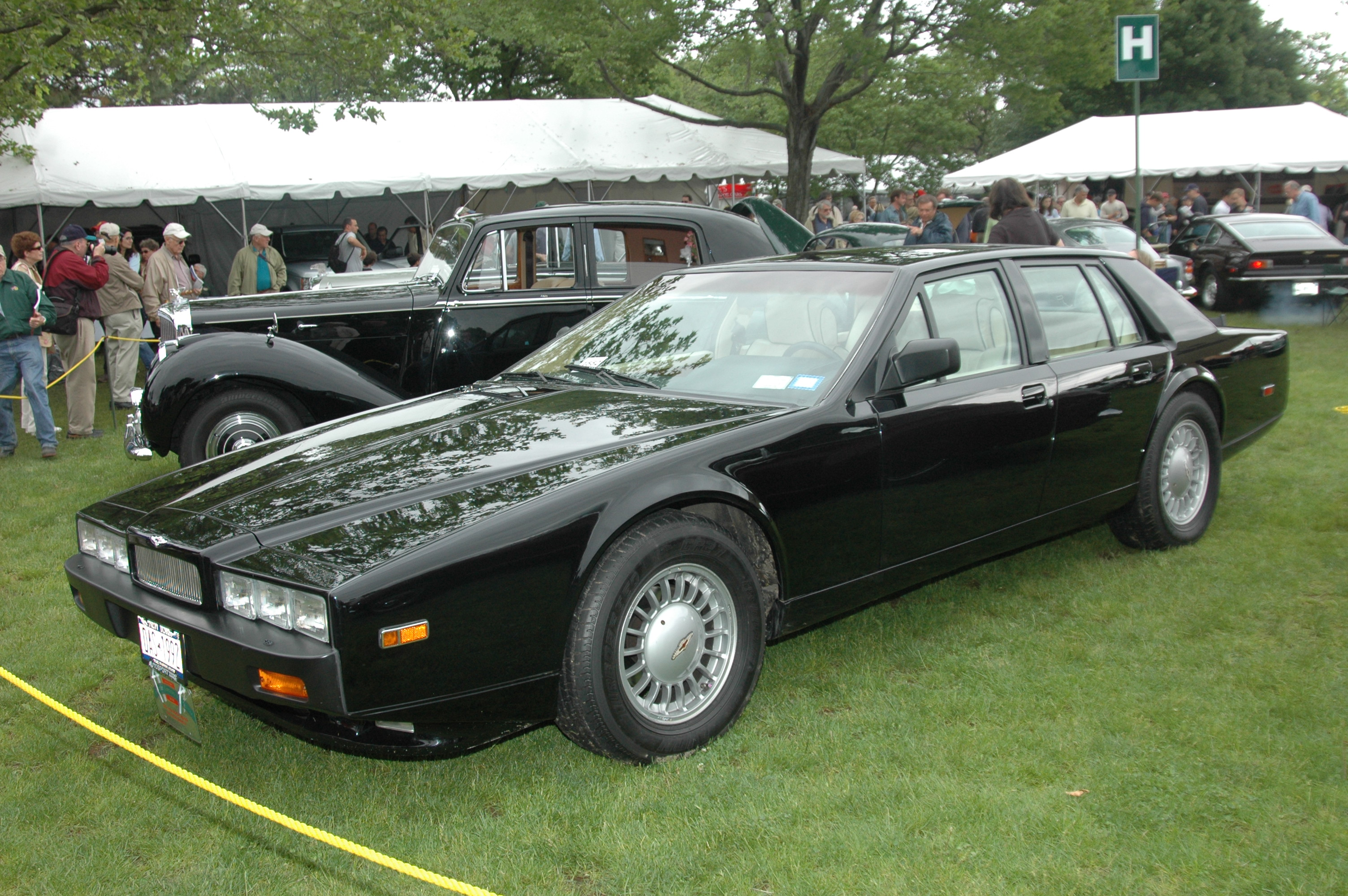

آستون مارتین لاگوندا (Aston Martin Lagonda) دومین خودرو از سری لاگوندای استون مارتین که بین سال‌های ۱۹۷۶ تا ۱۹۹۰ توسط این خودرو ساز انگلیسی در کل به تعداد ۶۳۷ دستگاه تولید شد. این خودرو در کلاس خودروی لوکس سدان چهاردر اندازه بزرگ قرار گرفته و طراحی آن موتور جلو-محور عقب بوده‌است.
در سال ۲۰۱۴، استون مارتین تأیید کرد که مدل جدیدی از سری لاگوندا، صرفاً برای بازار خاورمیانه و به صورت فروش با دعوتنامه با نام لاگوندا تاراف تولید خواهد کرد؛ این خودرو در سال‌های ۲۰۱۵ و ۲۰۱۶، در کل به تعداد ۲۰۰ دستگاه تولید شد.

## مدل‌ها
استون مارتین لاگوندا بین سال‌های ۱۹۷۶ تا ۱۹۹۰ به تعداد ۶۳۷ دستگاه، در دو سری تولید شد؛ سری اول از سال ۱۹۷۶ تا ۸۷ به تعداد ۵۳۸ دستگاه و سری دوم از سال ۱۹۸۷ تا ۹۰ به تعداد ۹۹ دستگاه تولید شد.

### سری ۱ (۱۹۷۶–۱۹۸۷ ۵۳۸ دستگاه)
سری اول لاگوندا در سال ۱۹۷۶ در نمایشگاه خودرو لندن معرفی شد و با طراحی خارجی گوه‌ای شکل و چراغ‌های جلوی پنهان و طراحی داخلی تحت تأثیر فیلم‌های علمی-تخیلی‌اش، بسیار مورد توجه قرار گرفت. در داشبورد این خودرو از نمایشگرهای ای‌ئی‌دی دیجیتال و کلیدهای لمسی استفاده شده بود. در سال ۱۹۸۰، این خودرو با قیمت ۴۹٬۹۳۳ پوند بریتانیا به فروش می‌رسید که از رقیبانش، نظیر فراری ۴۰۰ و مازراتی کیالامی گرانتر ولی از رولز-رویس کورنیش ارزانتر بود. این خودرو در سال ۱۹۸۲ برای بازار ایالات متحده عرضه شد که با تغییراتی در سپر جلو، برای همگام شدن با قوانین خودرویی ایالات متحده همراه بود.

#### به روز رسانی
در سال ۱۹۸۶، این سری با تغییرات جزئی در داخل و موتور خودرو همراه بود، موتور کاربراتوری با موتور انژکتوری جایگزین شد و در داخل کابین، نمایشگرهای لامپی فلورسنت جایگزین نمایشگرهای لامپی کاتدی شدند، غربیلک فرمان اولیه عجیب آن نیز با غربیلک دو بازویی معمول در خودروهای آن زمان استون مارتین جایگزین شد، از این سری تنها ۷۵ دستگاه تولید شد.

### سری ۲
این سری در نمایشگاه خودروی ژنو سال ۱۹۸۷ معرفی شد و تغییرات قابل توجهی در طراحی خارجی‌اش از طرف طراح اصلی، ویلیام تاونز، دریافت کرد. گوشه‌های تیزش قدری گرد شد، چراغ‌های پنهان و خطوط جانبی این خودرو نیز حذف شدند، در چراغ‌های جلوی سه‌گانهٔ جدید تغییرات قابل توجهی اعمال شد و رینگ‌های ۱۶ اینچی جدید جایگزین رینگ‌های قبلی شد.از تمام تولیدات این سری، تنها ۸۱ دستگاه تا سال ۲۰۱۱ در بریتانیا باقی مانده‌بود.

### مدل‌های ویژه
چهار مدل ویژه از استون مارتین لاگوندا توسط اتاق سازهای مختلف تولید شد:
- تیکفورد لاگوندا (۱۹۸۳، ۵ دستگاه) با تفاوت‌های جزئی در بدنه شامل سپرهای جلو و عقب و رکاب‌ها، و تغییراتی در داخل خودرو ارائه شد.[نیازمند منبع]
- تیکفورد لاگوندا لیموزین (۱۹۸۴، ۴ دستگاه) روی شاسی کشیده شدهٔ سری اول لاگوندا ساخته و با قیمت ۱۱۰٬۰۰۰ پوند بریتانیا عرضه شد.[نیازمند منبع] این مدل با تغییرات اندکی در بخش سرنشینان عقب همراه بود و به تجهیزات رفاهی نظیر تلویزیون مجهز بود؛ همچنین به دلیل بزرگ بودن شیشهٔ درهای عقب، این شیشه‌ها به‌طور عمودی به دو نیم تقسیم شده بود.[نیازمند منبع]
- راپید (یک دستگاه) بر پایهٔ شاسی کوتاه شدهٔ سری دوم لاگوندا و به صورت دو در تولید شد.[نیازمند منبع]
- رووس انجینیرینگ لاگوندا شوتینگ بریک (۱۹۹۸، یک دستگاه) توسط شرکت سوئیسی رووس انجینیرینگ با تغییر روی یک دستگاه لاگوندای سری یک سال ۱۹۸۷ تولید شد.[نیازمند منبع]